# Platylygus rubripes
Platylygus rubripes är en insektsart som beskrevs av Knight 1970. Platylygus rubripes ingår i släktet Platylygus och familjen ängsskinnbaggar. Inga underarter finns listade i Catalogue of Life.